# Ivan Ilić (calciatore)
Ivan Ilić (Иван Илић; Niš, 17 marzo 2001) è un calciatore serbo, centrocampista del Torino e della nazionale serba.

## Biografia
Anche il fratello Luka è un calciatore, mentre la madre Danijela era una cestista.

## Caratteristiche tecniche
Di ruolo centrocampista centrale, è un giocatore forte fisicamente e molto abile tecnicamente, nonché caparbio in fase d'interdizione. Mancino di piede, ma con un buon controllo della sfera anche con il destro, possiede un ottimo tiro dalla distanza, potente e preciso, con cui sovente segna anche da fuori area. I suoi punti di forza sono la velocità di gioco, la verticalizzazione, la capacità negli inserimenti e la fase di finalizzazione, sia in termini di assist, sia di goal.
Per il suo stile di gioco è stato paragonato al connazionale Sergej Milinković-Savić.

## Carriera

### Club

#### Gli inizi
Cresciuto nel Real Niš, nel 2016 ha abbandonato il club della sua città per trasferirsi alla Stella Rossa. Dopo avere esordito in prima squadra a 16 anni e 15 giorni (divenendo il più giovane debuttante nella storia della Stella Rossa), rimane nel club fino al 2018.

#### Manchester City e vari prestiti
Nel 2018 Ilić si aggrega al Manchester City, club che lo ha prelevato l'anno precedente dalla formazione serba.
Pur non collezionando nessuna presenza con la prima squadra dei Citizens, fra il 2019 e il 2020 ha modo di giocare in prestito sia allo Zemun, di nuovo nella massima serie serba, sia al NAC Breda, in Eerste Divisie.

#### Hellas Verona
Il 9 settembre 2020 viene ceduto in prestito all'Hellas Verona con cui esordisce 10 giorni più tardi nel pareggio interno per 0-0 contro la Roma. Trova spazio sin da subito all'Hellas, fornendo buone prestazioni, realizzando la sua prima rete il 28 ottobre seguente in Coppa Italia nella partita interna vinta ai calci di rigore, contro il Venezia. Il 23 dicembre successivo, invece segna la sua prima rete in Serie A nella sconfitta per 1-2 contro l'Inter.
Il 12 agosto 2021 viene riscattato dagli scaligeri, con cui stipula un contratto quinquennale.

#### Torino
Dopo una serie di speculazioni, che vedeva soprattutto una concorrenza tra il Marsiglia e il Torino, il 30 gennaio 2023 Ilić passa ufficialmente in prestito al club granata con obbligo di riscatto stimato intorno ai 16 milioni di euro. Esordisce con i granata il 20 febbraio, giocando titolare la partita di campionato contro la Cremonese, pareggiata per 2-2. Il 22 aprile segna la prima rete con i granata, decidendo la vittoriosa trasferta in casa della Lazio.

### Nazionale
Nel settembre 2019 ha esordito con la nazionale Under-21 serba, giocando come titolare, nella partita persa per 1-0 contro i pari età della Russia, valida per le qualificazioni agli Europei del 2021, in cui viene espulso all'esordio per somma di ammonizioni.
Il 5 marzo 2021, viene convocato per la prima volta in nazionale maggiore. Il 7 giugno seguente, debutta con la Serbia nell'amichevole pareggiata 1-1 contro la Giamaica.
Nel novembre del 2022, viene incluso dal CT Dragan Stojković nella rosa serba partecipante ai Mondiali di calcio in Qatar.

## Statistiche

### Presenze e reti nei club
Statistiche aggiornate al 24 maggio 2025.
| Stagione            | Squadra             | Campionato          | Campionato | Campionato | Coppe nazionali | Coppe nazionali | Coppe nazionali | Coppe continentali | Coppe continentali | Coppe continentali | Altre coppe | Altre coppe | Altre coppe | Totale | Totale |
| Stagione            | Squadra             | Comp                | Pres       | Reti       | Comp            | Pres1           | Reti            | Comp               | Pres               | Reti               | Comp        | Pres        | Reti        | Pres   | Reti   |
| ------------------- | ------------------- | ------------------- | ---------- | ---------- | --------------- | --------------- | --------------- | ------------------ | ------------------ | ------------------ | ----------- | ----------- | ----------- | ------ | ------ |
| 2016-2017           | Stella Rossa        | SL                  | 1          | 0          | KS              | 0               | 0               | UCL+UEL            | 0+0                | 0                  | -           | -           | -           | 1      | 0      |
| 2017-2018           | Stella Rossa        | SL                  | 0          | 0          | CS              | 1               | 0               | UEL                | 0                  | 0                  | -           | -           | -           | 1      | 0      |
| Totale Stella Rossa | Totale Stella Rossa | Totale Stella Rossa | 1          | 0          |                 | 1               | 0               |                    | 0                  | 0                  |             | -           | -           | 2      | 0      |
| 2018-gen. 2019      | Manchester City     | PL                  | 0          | 0          | FACup+CdL       | 0               | 0               | UCL                | 0                  | 0                  | CS          | 0           | 0           | 0      | 0      |
| gen.-giu. 2019      | Zemun               | SL                  | 16         | 3          | -               | -               | -               | -                  | -                  | -                  | -           | -           | -           | 16     | 3      |
| 2019-2020           | NAC Breda           | ED                  | 21         | 3          | CO              | 3               | 1               | -                  | -                  | -                  | -           | -           | -           | 24     | 4      |
| 2020-2021           | Verona              | A                   | 29         | 2          | CI              | 1               | 1               | -                  | -                  | -                  | -           | -           | -           | 30     | 3      |
| 2021-2022           | Verona              | A                   | 32         | 1          | CI              | 2               | 1               | -                  | -                  | -                  | -           | -           | -           | 34     | 2      |
| 2022-gen. 2023      | Verona              | A                   | 11         | 0          | CI              | 1               | 0               | -                  | -                  | -                  | -           | -           | -           | 12     | 0      |
| Totale Verona       | Totale Verona       | Totale Verona       | 72         | 3          |                 | 4               | 2               |                    | -                  | -                  |             | -           | -           | 76     | 5      |
| gen.-giu. 2023      | Torino              | A                   | 14         | 2          | CI              | 1               | 0               | -                  | -                  | -                  | -           | -           | -           | 15     | 2      |
| 2023-2024           | Torino              | A                   | 31         | 3          | CI              | 2               | 1               | -                  | -                  | -                  | -           | -           | -           | 33     | 4      |
| 2024-2025           | Torino              | A                   | 19         | 1          | CI              | 1               | 0               | -                  | -                  | -                  | -           | -           | -           | 20     | 1      |
| Totale Torino       | Totale Torino       | Totale Torino       | 64         | 6          |                 | 4               | 1               |                    | -                  | -                  |             | -           | -           | 68     | 7      |
| Totale carriera     | Totale carriera     | Totale carriera     | 174        | 15         |                 | 12              | 4               |                    | 0                  | 0                  |             | 0           | 0           | 186    | 19     |

### Cronologia presenze e reti in nazionale
| Cronologia completa delle presenze e delle reti in nazionale ― Serbia | Cronologia completa delle presenze e delle reti in nazionale ― Serbia | Cronologia completa delle presenze e delle reti in nazionale ― Serbia | Cronologia completa delle presenze e delle reti in nazionale ― Serbia | Cronologia completa delle presenze e delle reti in nazionale ― Serbia | Cronologia completa delle presenze e delle reti in nazionale ― Serbia | Cronologia completa delle presenze e delle reti in nazionale ― Serbia | Cronologia completa delle presenze e delle reti in nazionale ― Serbia |
| Data                                                                  | Città                                                                 | In casa                                                               | Risultato                                                             | Ospiti                                                                | Competizione                                                          | Reti                                                                  | Note                                                                  |
| --------------------------------------------------------------------- | --------------------------------------------------------------------- | --------------------------------------------------------------------- | --------------------------------------------------------------------- | --------------------------------------------------------------------- | --------------------------------------------------------------------- | --------------------------------------------------------------------- | --------------------------------------------------------------------- |
| 6-6-2021                                                              | Miki                                                                  | Giamaica                                                              | 1 – 1                                                                 | Serbia                                                                | Amichevole                                                            | -                                                                     | 46’                                                                   |
| 11-6-2021                                                             | Kobe                                                                  | Giappone                                                              | 1 – 0                                                                 | Serbia                                                                | Amichevole                                                            | -                                                                     | 78’                                                                   |
| 5-6-2022                                                              | Belgrado                                                              | Serbia                                                                | 4 – 1                                                                 | Slovenia                                                              | UEFA Nations League 2022-2023 - 1º turno                              | -                                                                     | 46’                                                                   |
| 24-9-2022                                                             | Belgrado                                                              | Serbia                                                                | 4 – 1                                                                 | Svezia                                                                | UEFA Nations League 2022-2023 - 1º turno                              | -                                                                     | 84’                                                                   |
| 27-9-2022                                                             | Oslo                                                                  | Norvegia                                                              | 0 – 2                                                                 | Serbia                                                                | UEFA Nations League 2022-2023 - 1º turno                              | -                                                                     |                                                                       |
| 18-11-2022                                                            | Riffa                                                                 | Bahrein                                                               | 1 – 5                                                                 | Serbia                                                                | Amichevole                                                            | -                                                                     | 70’                                                                   |
| 24-11-2022                                                            | Lusail                                                                | Brasile                                                               | 2 – 0                                                                 | Serbia                                                                | Mondiali 2022 - 1º turno                                              | -                                                                     | 57’                                                                   |
| 24-3-2023                                                             | Belgrado                                                              | Serbia                                                                | 2 – 0                                                                 | Lituania                                                              | Qual. Euro 2024                                                       | -                                                                     | 72’                                                                   |
| 27-3-2023                                                             | Podgorica                                                             | Montenegro                                                            | 0 – 2                                                                 | Serbia                                                                | Qual. Euro 2024                                                       | -                                                                     | 46’                                                                   |
| 16-6-2023                                                             | Vienna                                                                | Serbia                                                                | 3 – 2                                                                 | Giordania                                                             | Amichevole                                                            | -                                                                     | 63’                                                                   |
| 7-9-2023                                                              | Belgrado                                                              | Serbia                                                                | 1 – 2                                                                 | Ungheria                                                              | Qual. Euro 2024                                                       | -                                                                     | 86’                                                                   |
| 10-9-2023                                                             | Kaunas                                                                | Lituania                                                              | 1 – 3                                                                 | Serbia                                                                | Qual. Euro 2024                                                       | -                                                                     |                                                                       |
| 17-10-2023                                                            | Belgrado                                                              | Serbia                                                                | 3 – 1                                                                 | Montenegro                                                            | Qual. Euro 2024                                                       | -                                                                     | 46’                                                                   |
| 19-11-2023                                                            | Leskovac                                                              | Serbia                                                                | 2 – 2                                                                 | Bulgaria                                                              | Qual. Euro 2024                                                       | -                                                                     | 76’                                                                   |
| 4-6-2024                                                              | Vienna                                                                | Austria                                                               | 2 – 1                                                                 | Serbia                                                                | Amichevole                                                            | -                                                                     | 43’                                                                   |
| 8-6-2024                                                              | Solna                                                                 | Svezia                                                                | 0 – 3                                                                 | Serbia                                                                | Amichevole                                                            | -                                                                     |                                                                       |
| 16-6-2024                                                             | Gelsenkirchen                                                         | Serbia                                                                | 0 – 1                                                                 | Inghilterra                                                           | Euro 2024 - 1º turno                                                  | -                                                                     | 46’                                                                   |
| 20-6-2024                                                             | Monaco di Baviera                                                     | Slovenia                                                              | 1 – 1                                                                 | Serbia                                                                | Euro 2024 - 1º turno                                                  | -                                                                     |                                                                       |
| 25-6-2024                                                             | Monaco di Baviera                                                     | Danimarca                                                             | 0 – 0                                                                 | Serbia                                                                | Euro 2024 - 1º turno                                                  | -                                                                     | 67’                                                                   |
| 5-9-2024                                                              | Belgrado                                                              | Serbia                                                                | 0 – 0                                                                 | Spagna                                                                | UEFA Nations League 2024-2025 - 1º turno                              | -                                                                     | 85’                                                                   |
| 8-9-2024                                                              | Copenaghen                                                            | Danimarca                                                             | 2 – 0                                                                 | Serbia                                                                | UEFA Nations League 2024-2025 - 1º turno                              | -                                                                     |                                                                       |
| Totale                                                                |                                                                       | Presenze                                                              | 21                                                                    |                                                                       | Reti                                                                  | 0                                                                     |                                                                       |